# Kamikawa (Saitama)
Pour les articles homonymes, voir Kamikawa.
Kamikawa (神川町, Kamikawa-machi) est un bourg du district de Kodama, dans la préfecture de Saitama, au Japon.

## Géographie

### Situation
Kamikawa est situé dans l'extrême nord-ouest de la préfecture de Saitama, dans le Grand Tokyo.

### Municipalités limitrophes
| Fujioka  | Fujioka  | Kamisato |
| Fujioka  | Kamikawa | Honjō    |
| Chichibu | Minano   | Honjō    |

### Démographie
Au 1er novembre 2013, la population de Kamikawa s'élevait à 14 091 habitants répartis sur une superficie de 47,42 km2. En octobre 2024, la population était de 12 784 habitants.

## Histoire
Le village de Kamikawa a été créé le 3 mai 1954 de la fusion des anciens villages de Tanshō et Aoyagi. Kamikawa a été élevé au rang de bourg le 1er octobre 1987.

## Transports
Kamikawa est desservi par la ligne Hachikō de la JR East à la gare de Tanshō.